# Festiwal Piosenki Włoskiej w San Remo 2024
74. Festiwal Piosenki Włoskiej w San Remo (wł. 74° Festival della Canzone Italiana, Festival di Sanremo 2024) odbył się w Teatro Ariston w San Remo w dniach od 6 do 10 lutego 2024. Zorganizował go włoski nadawca publiczny Rai – Radiotelevisione italiana.

## Przebieg konkursu
Piąty rok z rzędu dyrektorem artystycznym został Amadeus, który był również prowadzącym festiwalu, wraz z gośćmi: Marco Mengonim (pierwszy wieczór), Giorgią (drugi wieczór), Teresą Mannino (trzeci wieczór), Lorellą Cuccarini (czwarty wieczór) oraz Fiorello (piąty, finałowy wieczór).   
Podobnie jak we wielu poprzednich edycjach, zwycięzca festiwalu otrzymał prawo do reprezentowania Włoch w 68. Konkursie Piosenki Eurowizji w Malmö – nie jest on jednak zobowiązany do udziału w międzynarodowym konkursie, a przed rozpoczęciem festiwalu chętni do udziału w razie wygranej uczestnicy muszą przekazać zgodę na udział w konkursie; w przypadku, gdyby zwycięzca zdecydował się nie uczestniczyć w konkursie, Rai i organizatorzy festiwalu zastrzegają sobie prawo do wybrania włoskiego reprezentanta.   
Scenografię po raz kolejny zaprojektowal Gaetano Castelli wraz z córką Marią Chiarą; ponownie charakteryzują ją zakrzywione kształty, tym razem inspirowane figura orchidei. W porównaniu z poprzednimi edycjami innowacją jest to, iż zamiast centralnych schodów pojawiły się dwie klatki schodowe po lewej i prawej strony sceny, a w centralnej części znalazła się klatka dla gospodarzy i gości, na występy zasłaniana strukturą służącą również jako światła.   
Sloganem tegorocznej edycji festiwalu stało się hasło Sanremo si ama (wł. San Remo jest kochane). 

### Mechanika głosowania
Głosowanie odbyło się poprzez połączenie trzech metod:
- głosowanie telewidzów poprzez SMS, audiotele, oficjalną aplikację festiwalu oraz stronę internetową[19]
- komisję jury prasy, telewizji i internetu
- komisję jury radiowego, zastępujący komisję demoskopową z poprzednich edycji.

Nowością podczas tego festiwalu jest to, że wyłącznie część wyników została ujawniona podczas wieczorów poprzedzających finałowy, piąty wieczór – podczas pozostałych wyłącznie pięciu najwyżej ocenionych artystów poznało swój wynik; podczas ostatniego wieczoru, jak zazwyczaj, przedstawiona została pełna klasyfikacja.

### Kontrowersje
Podczas ceremonii otwarcia festiwalu, która odbyła się w poniedziałek 5 lutego, anonimowo zgłoszono groźbę detonacji podłożonej w teatrze Ariston bomby, przez co czerwony dywan musiał zostać ewakuowany. Po przeszukaniu okolic przez saperów doszli oni do wniosku, iż żadna bomba nie znalazła się w pobliżu hali, a zgłoszenie najprawdopodobniej było żartem. Następnego dnia podobny alarm również okazał się nieuzasadniony i wkrótce potem zidentyfikowano osobę dzwoniącą; przyznał się do celowego wywołania fałszywego alarmu w celu zakłócenia festiwalu.
Skecz przeprowadzony z Johnem Travoltą podczas drugiego wieczoru festiwalu spotkał się z krytyką szerszej publiczności, a wykonanie przez prowadzących i zdezorientowanego aktora tańca kaczuszek uznano za „upokarzające” i „niekomfortowe” dla aktora. Travolta ostatecznie odmówił zgody nadawcy na wykorzystanie filmów i zdjęć z tego wydarzenia, co zmusiło Rai do usunięcia tej sekwencji z nagrania wieczoru dostępnego w serwisie internetowym RaiPlay. Zdaniem organizatorów, aktor znał scenariusz występu i się na niego zgodził. 

## Selekcja uczestników
Tradycyjnie premiery utworów miały miejsce dopiero podczas festiwalu, ale 15 stycznia w Rai Studios odbyła się specjalna sesja odsłuchowa zarezerwowana dla członków prasy. 27 artystów zostało wybranych przez dyrektora artystycznego spośród ponad czterystu zgłoszeń oraz utworów wyłanych przez uznanych artystów zaproszonych do udziału w festiwalu, a ich imiona zostały ujawione 3 grudnia 2023.

### Sanremo Giovani 2023
Trzech artystów biorących udział w 74. Festiwalu Piosenki Włoskiej w San Remo zostało zakwalifikowanych do udziału poprzez konkurs dla młodych, rozwijających się artystycznie wykonawców Sanremo Giovani, zorganizowanym w teatrze obiektu Casinò Municipale di Sanremo. Spośród 564 zgłoszeń ośmiu wybrano do udziału w koncercie, a pozostałych czterech wyselekcjonowano spośród uczestników konkursu Area Sanremo przeznaczonego dla artystów pochodzących z terenów bliskich miastu San Remo. O wyniku zdecydowała kombinacja głosów komisji muzycznej (50%) i dyrektora artystycznego, Amadeusa (50%); trójka najlepszych artystów została wybrana do rywalizacji w festiwalu.
Podczas finału Sanremo Giovani zaprezentowano również tytuły utworów pozostałych uczestników festiwalu, wybranych spośród wysłanych do dyrektora artystycznego zgłoszeń.
| L.p | Wykonawca      | Utwór              | Kompozytor(zy)                                                                               | Miejsce |
| --- | -------------- | ------------------ | -------------------------------------------------------------------------------------------- | ------- |
| 1   | Grenbaud       | „Mama”             | Simone Buratti                                                                               | —       |
| 2   | Clara          | „Boulevard”        | Clara Soccini, Daniele Magro                                                                 | 1       |
| 3   | Bnkr44         | „Effetti speciali” | Andrea Locci, Daniele Belli, Dario Lombardi, Duccio Caponi, Marco Vittiglio, Pietro Serafini | —       |
| 4   | Lor3n          | „Fiore d'inverno”  | Lorenzo Iavagnilio                                                                           | —       |
| 5   | Nausica        | „Favole”           | Alessandro Canini, Carlo Avarello, Carlotta Foddanu, Emanuele Bertelli, Giordana Petralia    | —       |
| 6   | Dipinto        | „Criminali”        | Armando Di Pinto, Rosario Castagnola, Sarah Tartuffo                                         | —       |
| 7   | Santi Francesi | „Occhi tristi”     | Alessandro De Santis, Antonio Filippelli, Cecilia Del Bono, Mario Lorenzo Francese           | —       |
| 8   | Tancredi       | „Perle”            | Alessandro Antonini, Giordano Colombo, Tancredi Cantù Rajnoldi                               | —       |
| 9   | Vale LP        | „Stronza”          | Andrea Bonomo, Mario Cianchi, Simone Guzzino, Valentina Sanseverino                          | —       |
| 10  | Fellow         | „Alieno”           | Federico Castello, Leonardo Zaccaria, Michele Canova Iorfida                                 | —       |
| 11  | Omini          | „Mare forza 9oi”   | Francesco Roccati, Giovanni Pastorino, Michele Bitossi                                       | —       |
| 12  | Jacopo Sol     | „Cose che non sai” | Carloalberto Russo, Jacopo Pio Porporino, Nicola Lazzarin, Vincenzo De Nicola                | —       |

Legenda:
     Artyści dopuszczeni do udziału w 74. Festiwalu Piosenki Włoskiej w San Remo

## Klasyfikacja finalna
| Miejsce | Wykonawca          | Utwór                    | Kompozytor(zy) | Dyrygent orkiestry    |
| ------- | ------------------ | ------------------------ | --- | --------------------- |
| 1       | Angelina Mango     | „La noia”                | Angelina Mango, Francesca „Madame” Calearo, Dario „Dardust” Faini                                                                               | Giovanni Pallotti     |
| 2       | Geolier            | „I p’ me, tu p’ te”      | Emanuele „Geolier” Palumbo, Davide Simonetta, Paolo Antonacci, Davide Totaro, Francesco D’Alessio, Gennaro Petito, Michele „Michelangelo” Zocca | Francesco D'Alessio   |
| 3       | Annalisa           | „Sinceramente”           | Annalisa Scarrone, Davide Simonetta, Paolo Antonacci, Zef                                                                                       | Daniel Bestonzo       |
| 4       | Ghali              | „Casa mia”               | Ghali Amdouni, Davide Petrella, Michele „Michelangelo” Zocca                                                                                    | Enrico Melozzi        |
| 5       | Irama              | „Tu no”                  | Filippo „Irama” Fanti, Giulio Nenna, Giuseppe Colonnelli, Francesco Monti, Emanuele Mattozzi                                                    | Giulio Nenna          |
| 6       | Mahmood            | „Tuta gold”              | Alessandro Mahmoud, Jacopo Ettorre, Francesco Catitti                                                                                           | Carmelo Patti         |
| 7       | Loredana Bertè     | „Pazza”                  | Loredana Bertè, Luca Chiaravalli, Andrea Bonomo, Andrea Pugliese                                                                                | Luca Chiaravalli      |
| 8       | Il Volo            | „Capolavoro”             | Edwyn Roberts, Stefano Marletta, Michael Tenisci                                                                                                | Carmelo Patti         |
| 9       | Alessandra Amoroso | „Fino a qui”             | Alessandra Amoroso, Federica Abbate, Jacopo Ettorre, Alessandro Merli, Fabio Clemente                                                           | Francesco Mancarella  |
| 10      | Alfa               | „Vai!”                   | Alfa, Mark Jackson, Ian Brendon Scott | Valeriano Chiaravalle |
| 11      | Gazzelle           | „Tutto qui”              | Flavio „Gazzelle” Pardini, Federico Nardelli | Enrico Melozzi        |
| 12      | Il Tre             | „Fragili”                | Guido „Il Tre” Senia, Giorgio Di Mario, Paolo Zou, Francesco Maria Aprili, Iacopo Sinigaglia                                                    | Carmelo Patti         |
| 13      | Diodato            | „Ti muovi”               | Antonio Diodato | Rodrigo D'Erasmo      |
| 14      | Emma               | „Apnea”                  | Emma Marrone, Paolo Antonacci, Julien Boverod, Davide Petrella                                                                                  | Alberto Cipolla       |
| 15      | Fiorella Mannoia   | „Mariposa”               | Fiorella Mannoia, Carlo Di Francesco, Mattia Cerri, Cheope, Federica Abbate                                                                     | Clemente Ferrari      |
| 16      | The Kolors         | „Un ragazzo una ragazza” | Alessandro Fiordispino, Antonio Fiordispino, Davide Petrella, Francesco Catitti                                                                 | Valeriano Chiaravalle |
| 17      | Mr. Rain           | „Due altalene”           | Lorenzo Vizzini, Mattia „Mr. Rain” Balardi | Enrico Melozzi        |
| 18      | Santi Francesi     | „L’amore in bocca”       | Alessandro De Santis, Antonio Filippelli, Cecilia Del Bono, Daniel Gabriel Bestonzo, Mario Lorenzo Francese                                     | Daniel Bestonzo       |
| 19      | Negramaro          | „Ricominciamo tutto”     | Giuliano Sangiorgi | Davide Rossi          |
| 20      | Dargen D’Amico     | „Onda alta”              | Dargen D’Amico, Edwyn Roberts, Gianluigi Fazio, Stefano Marletta, Cheope                                                                        | Enzo Campagnoli       |
| 21      | Ricchi e Poveri    | „Ma non tutta la vita”   | Edwyn Roberts, Stefano Marletta, Cheope | Lucio Fabbri          |
| 22      | BigMama            | „La rabbia non ti basta” | BigMama, Ludovica Maria Lazzerini, Enrico Botta, Enrico Brun                                                                                    | Alberto Cipolla       |
| 23      | Rose Villain       | „Click Boom!”            | Rosa „Rose Villain” Fuini, Andrea Ferrara, Davide Petrella                                                                                      | Davide Rossi          |
| 24      | Clara              | „Diamanti grezzi”        | Clara Soccini, Alessandro La Cava, Francesco Catitti                                                                                            | Valeriano Chiaravalle |
| 25      | Renga i Nek        | „Pazzo di te”            | Francesco Renga, Nek, Diego Mancino, Dario „Dardust” Faini, Luca Chiaravalli                                                                    | Luca Chiaravalli      |
| 26      | Maninni            | „Spettacolare”           | Alessio Mininni, Giovanni Pollex, Maria Francesca Xefteris, Roberto William Guglielmi                                                           | Enrico Brun           |
| 27      | La Sad             | „Autodistruttivo”        | Matteo Botticini, Francesco Emanuele Clemente, Enrico Fonte, Marco Paganelli, Riccardo Zanotti                                                  | Simone Bertolotti     |
| 28      | Bnkr44             | „Governo punk”           | Andrea Locci, Dario Lombardi, Duccio Caponi, Jacopo Adamo, Jacopo Ettorre, Marco Vittiglio, Pietro Serafini                                     | Enrico Melozzi        |
| 29      | Sangiovanni        | „Finiscimi”              | Giovanni „Sangiovanni” Damian, Pietro Miano, Federico Vaccari, Andrea Ferrara, Fabio Campedelli                                                 | Davide Rossi          |
| 30      | Fred De Palma      | „Il cielo non ci vuole”  | Fred De Palma, Jacopo Ettorre, Julien Boverod                                                                                                   | Valeriano Chiaravalle |

Legenda:
     Zwycięzca 74. Festiwalu Piosenki Włoskiej w San Remo

## Koncerty

### Pierwszy wieczór
Wszyscy konkurujący artyści zaprezentowali swoje utwory. Uczestnicy zostali ocenieni przez człony komisji jury prasy, telewizji i internetu.
| L.p | Wykonawca          | Utwór                    | Głosowanie |
| L.p | Wykonawca          | Utwór                    | Miejsce    |
| --- | ------------------ | ------------------------ | ---------- |
| 1   | Clara              | „Diamanti grezzi”        | 19         |
| 2   | Sangiovanni        | „Finiscimi”              | 30         |
| 3   | Fiorella Mannoia   | „Mariposa”               | 6          |
| 4   | La Sad             | „Autodistruttivo”        | 29         |
| 5   | Irama              | „Tu no”                  | 17         |
| 6   | Ghali              | „Casa mia”               | 9          |
| 7   | Negramaro          | „Ricominciamo tutto”     | 11         |
| 8   | Annalisa           | „Sinceramente”           | 3          |
| 9   | Mahmood            | „Tuta gold”              | 5          |
| 10  | Diodato            | „Ti muovi”               | 4          |
| 11  | Loredana Bertè     | „Pazza”                  | 1          |
| 12  | Geolier            | „I p’ me, tu p’ te”      | 23         |
| 13  | Alessandra Amoroso | „Fino a qui”             | 15         |
| 14  | The Kolors         | „Un ragazzo una ragazza” | 7          |
| 15  | Angelina Mango     | „La noia”                | 2          |
| 16  | Il Volo            | „Capolavoro”             | 13         |
| 17  | BigMama            | „La rabbia non ti basta” | 16         |
| 18  | Ricchi e Poveri    | „Ma non tutta la vita”   | 12         |
| 19  | Emma               | „Apnea”                  | 8          |
| 20  | Renga i Nek        | „Pazzo di te”            | 25         |
| 21  | Mr. Rain           | „Due altalene”           | 24         |
| 22  | Bnkr44             | „Governo punk”           | 28         |
| 23  | Gazzelle           | „Tutto qui”              | 14         |
| 24  | Dargen D’Amico     | „Onda alta”              | 10         |
| 25  | Rose Villain       | „Click Boom!”            | 20         |
| 26  | Santi Francesi     | „L’amore in bocca”       | 18         |
| 27  | Fred De Palma      | „Il cielo non ci vuole”  | 27         |
| 28  | Maninni            | „Spettacolare”           | 21         |
| 29  | Alfa               | „Vai!”                   | 22         |
| 30  | Il Tre             | „Fragili”                | 26         |

### Drugi wieczór
Pierwszych piętnastu konkurujących artystów zaprezentowało swoje utwory, a pozostała połowa prezentowała uczestników po przyjściu na scenę. Uczestnicy zostali ocenieni przez głosowanie telewidzów (50%) oraz jury radiowe (50%).
| L.p | Wykonawca      | Utwór                    | Głosowanie | Głosowanie   | Głosowanie   | Głosowanie |
| L.p | Wykonawca      | Utwór                    | Jury radia | Telewidzowie | Telewidzowie | Miejsce    |
| L.p | Wykonawca      | Utwór                    | Jury radia | % głosów     | Pozycja      | Miejsce    |
| --- | -------------- | ------------------------ | ---------- | ------------ | ------------ | ---------- |
| 1   | Fred De Palma  | „Il cielo non ci vuole”  | 15         | 0,5%         | 15           | 15         |
| 2   | Renga i Nek    | „Pazzo di te”            | 14         | 1,4%         | 11           | 14         |
| 3   | Alfa           | „Vai!”                   | 7          | 2%           | 10           | 11         |
| 4   | Dargen D’Amico | „Onda alta”              | 11         | 2,2%         | 9            | 10         |
| 5   | Il Volo        | „Capolavoro”             | 13         | 5%           | 4            | 7          |
| 6   | Gazzelle       | „Tutto qui”              | 12         | 4,2%         | 5            | 8          |
| 7   | Emma           | „Apnea”                  | 4          | 3,4%         | 8            | 6          |
| 8   | Mahmood        | „Tuta gold”              | 5          | 4%           | 6            | 5          |
| 9   | BigMama        | „La rabbia non ti basta” | 9          | 1,1%         | 14           | 13         |
| 10  | The Kolors     | „Un ragazzo una ragazza” | 2          | 1,2%         | 13           | 9          |
| 11  | Geolier        | „I p’ me, tu p’ te”      | 8          | 56,5%        | 1            | 1          |
| 12  | Loredana Bertè | „Pazza”                  | 3          | 3,6%         | 7            | 4          |
| 13  | Annalisa       | „Sinceramente”           | 1          | 5,9%         | 3            | 3          |
| 14  | Irama          | „Tu no”                  | 6          | 7,7%         | 2            | 2          |
| 15  | Clara          | „Diamanti grezzi”        | 10         | 1,3%         | 12           | 12         |

### Trzeci wieczór
Pozostałych piętnastu konkurujących artystów zaprezentuje swoje utwory, a połowa, która zaprezentowała się podczas drugiego wieczoru, prezentowała uczestników po przyjściu na scenę. Uczestnicy zostali ocenieni przez głosowanie telewidzów (50%) oraz jury radiowego (50%).
| L.p | Wykonawca          | Utwór                  | Głosowanie | Głosowanie   | Głosowanie   | Głosowanie |
| L.p | Wykonawca          | Utwór                  | Jury radia | Telewidzowie | Telewidzowie | Miejsce    |
| L.p | Wykonawca          | Utwór                  | Jury radia | % głosów     | Pozycja      | Miejsce    |
| --- | ------------------ | ---------------------- | ---------- | ------------ | ------------ | ---------- |
| 1   | Il Tre             | „Fragili”              | 13         | 12,8%        | 3            | 4          |
| 2   | Maninni            | „Spettacolare”         | 11         | 1,8%         | 15           | 15         |
| 3   | Bnkr44             | „Governo punk”         | 14         | 3,4%         | 11           | 13         |
| 4   | Santi Francesi     | „L’amore in bocca”     | 10         | 2,7%         | 13           | 12         |
| 5   | Mr. Rain           | „Due altalene”         | 8          | 8,7%         | 5            | 5          |
| 6   | Rose Villain       | „Click Boom!”          | 9          | 4,7%         | 9            | 8          |
| 7   | Alessandra Amoroso | „Fino a qui”           | 6          | 12,6%        | 4            | 3          |
| 8   | Ricchi e Poveri    | „Ma non tutta la vita” | 7          | 2,7%         | 12           | 11         |
| 9   | Angelina Mango     | „La noia”              | 1          | 15,5%        | 1            | 1          |
| 10  | Diodato            | „Ti muovi”             | 2          | 5,2%         | 7            | 6          |
| 11  | Ghali              | „Casa mia”             | 4          | 13,2%        | 2            | 2          |
| 12  | Negramaro          | „Ricominciamo tutto”   | 3          | 3,6%         | 10           | 9          |
| 13  | Fiorella Mannoia   | „Mariposa”             | 5          | 5%           | 8            | 7          |
| 14  | Sangiovanni        | „Finiscimi”            | 12         | 2,2%         | 14           | 14         |
| 15  | La Sad             | „Autodistruttivo”      | 15         | 5,6%         | 6            | 10         |

### Czwarty wieczór
Każdy z artystów wykonał cover włoskiej lub międzynarodowej piosenki z przeszłości, w duecie z jednym lub kilkoma wykonawcami gościnnymi. Uczestnicy zostali ocenieni przez głosowanie telewidzów (34%); komisję jury prasy, telewizji i internetu (33%) oraz komisję jury radiowego (33%); wyniki ze wsystkich wieczorów zostaną połączone w celu stworzenia nowej klasyfikacji generalnej. Nagrodę za najlepszy cover zgarnął Geolier, występujący wraz z Guè, Gigi D'Alessio oraz Luchè.
| L.p | Artysta i gość                                            | Utwór, którego wykonywany jest cover                          | Głosowanie | Głosowanie | Głosowanie   | Głosowanie   | Głosowanie |
| L.p | Artysta i gość                                            | Utwór, którego wykonywany jest cover                          | Jury radia | Jury prasy | Telewidzowie | Telewidzowie | Miejsce    |
| L.p | Artysta i gość                                            | Utwór, którego wykonywany jest cover                          | Jury radia | Jury prasy | % głosów     | Miejsce      | Miejsce    |
| --- | --------------------------------------------------------- | ------------------------------------------------------------- | ---------- | ---------- | ------------ | ------------ | ---------- |
| 1   | Sangiovanni i Aitana                                      | „Farfalle”, „Mariposas”                                       | 28         | 30         | 0,8%         | 19           | 30         |
| 2   | Annalisa i La Rappresentante di Lista oraz chór „Artemia” | „Sweet Dreams (Are Made of This)”                             | 2          | 2          | 5,4%         | 4            | 3          |
| 3   | Rose Villain i Gianna Nannini                             | „Scandalo”, „Meravigliosa creatura”, „Sei nell'anima”         | 27         | 27         | 0,6%         | 25           | 27         |
| 4   | Gazzelle i Fulminacci                                     | „Notte prima degli esami”                                     | 19         | 15         | 2%           | 11           | 11         |
| 5   | The Kolors i Umberto Tozzi                                | medley twórczości Umberto Tozziego                            | 7          | 9          | 1,1%         | 17           | 12         |
| 6   | Alfa i Roberto Vecchioni                                  | „Sogna ragazzo sogna”                                         | 3          | 4          | 4,7%         | 6            | 5          |
| 7   | Bnkr44 i Pino D'Angiò                                     | „Ma quale idea”                                               | 24         | 24         | 0,9%         | 18           | 23         |
| 8   | Irama i Riccardo Cocciante                                | „Quando finisce un amore”                                     | 8          | 10         | 5%           | 5            | 6          |
| 9   | Fiorella Mannoia i Francesco Gabbani                      | „Che sia benedetta”, „Occidentali's Karma”                    | 16         | 8          | 1,4%         | 14           | 13         |
| 10  | Santi Francesi i Skin                                     | „Hallelujah”                                                  | 5          | 3          | 2,4%         | 8            | 8          |
| 11  | Ricchi e Poveri i Paola & Chiara                          | „Sarà perché ti amo”, „Mamma Maria”                           | 11         | 11         | 0,8%         | 20           | 17         |
| 12  | Ghali i Ratchopper                                        | medley pt. „Italiano vero”                                    | 12         | 7          | 5,6%         | 3            | 4          |
| 13  | Clara i Spagna oraz chór dziecięcy Teatro Regio di Torino | „Il cerchio della vita”                                       | 21         | 17         | 0,7%         | 22           | 22         |
| 14  | Loredana Bertè i Venerus                                  | „Ragazzo mio”                                                 | 22         | 13         | 1,2%         | 15           | 18         |
| 15  | Geolier i Guè, Gigi D'Alessio oraz Luchè                  | medley pt. „Strade”                                           | 26         | 28         | 43,3%        | 1            | 1          |
| 16  | Angelina Mango i kwartet smyczkowy orkiestry Rzymu        | „La rondine”                                                  | 1          | 1          | 8,4%         | 2            | 2          |
| 17  | Alessandra Amoroso i Boomdabash                           | „La radici ca tieni”, „Fallin'”, „Mambo Salentino”, „Karaoke” | 18         | 18         | 2,3%         | 9            | 10         |
| 18  | Dargen D'Amico i BabelNova Orchestra                      | rearanżacja „Modigliani” do „The Crisis”                      | 29         | 25         | 0,4%         | 28           | 29         |
| 19  | Mahmood i Tenores di Bitti                                | „Come è profondo il mare”                                     | 4          | 6          | 3,4%         | 7            | 7          |
| 20  | Mr. Rain i Gemelli Diversi                                | „Mary” z nawiązaniem do „Supereroi”                           | 13         | 20         | 1,4%         | 13           | 15         |
| 21  | Negramaro i Malika Ayane                                  | „La canzone del sole”                                         | 10         | 16         | 0,5%         | 26           | 21         |
| 22  | Emma i Bresh                                              | medley twórczości Tiziano Ferro                               | 14         | 22         | 1,1%         | 16           | 19         |
| 23  | Il Volo i Stef Burns                                      | „Who Wants to Live Forever”                                   | 9          | 12         | 1,7%         | 12           | 9          |
| 24  | Diodato i Jack Savoretti oraz Filippo Timi                | „Amore che vieni, amore che vai”                              | 6          | 5          | 0,7%         | 23           | 14         |
| 25  | La Sad i Donatella Rettore                                | „Lamette”                                                     | 30         | 29         | 0,7%         | 21           | 28         |
| 26  | Il Tre i Fabrizio Moro                                    | medley twórczości Fabrizio Moro                               | 25         | 26         | 2,2%         | 10           | 16         |
| 27  | BigMama i Gaia, La Niña oraz Sissi                        | „Lady Marmalade”                                              | 15         | 14         | 0,6%         | 24           | 20         |
| 28  | Maninni i Ermal Meta                                      | „Non mi avete fatto niente”                                   | 20         | 21         | 0,2%         | 29           | 25         |
| 29  | Fred De Palma i Eiffel 65                                 | medley twórczości Eiffel 65                                   | 23         | 23         | 0,2%         | 30           | 26         |
| 30  | Renga i Nek                                               | medley twórczości Rengi i Neka                                | 17         | 19         | 0,4%         | 27           | 24         |

### Piąty wieczór – finał
Na początku wieczoru zaprezentowana została klasyfikacja generalna (wł. classifica generale) wszystkich artystów, stworzona z połączenia wyników poprzednich wieczorów. Następnie, wszyscy konkurujący artyści ponownie zaprezentowali swoje utwory. Uczestnicy zostali ocenieni wyłącznie w drodze głosowania telewidzów, którego rezultat został zsumowany z wynikami uzyskanymi do tej pory, aby stworzyć klasyfikację finalną (wł. classifica finale); pięciu najlepszych uczestników zakwalifikowanych jest do kolejnej rundy głosowania.
| L.p | Wykonawca          | Utwór                    | Klasyfikacja generalna | Głosowanie | Głosowanie | Klasyfikacja finalna |
| L.p | Wykonawca          | Utwór                    | Klasyfikacja generalna | % głosów   | Miejsce    | Klasyfikacja finalna |
| --- | ------------------ | ------------------------ | ---------------------- | ---------- | ---------- | -------------------- |
| 1   | Renga i Nek        | „Pazzo di te”            | 26                     | 0,7%       | 18         | 25                   |
| 2   | BigMama            | „La rabbia non ti basta” | 22                     | 0,5%       | 20         | 22                   |
| 3   | Gazzelle           | „Tutto qui”              | 13                     | 1,3%       | 11         | 11                   |
| 4   | Dargen D’Amico     | „Onda alta”              | 21                     | 0,9%       | 13         | 20                   |
| 5   | Il Volo            | „Capolavoro”             | 11                     | 2,6%       | 8          | 8                    |
| 6   | Loredana Bertè     | „Pazza”                  | 8                      | 3,2%       | 7          | 7                    |
| 7   | Negramaro          | „Ricominciamo tutto”     | 19                     | 0,6%       | 19         | 19                   |
| 8   | Mahmood            | „Tuta gold”              | 6                      | 4,9%       | 5          | 6                    |
| 9   | Santi Francesi     | „L’amore in bocca”       | 17                     | 0,5%       | 21         | 18                   |
| 10  | Diodato            | „Ti muovi”               | 9                      | 0,7%       | 17         | 13                   |
| 11  | Fiorella Mannoia   | „Mariposa”               | 14                     | 0,7%       | 16         | 15                   |
| 12  | Alessandra Amoroso | „Fino a qui”             | 7                      | 1,3%       | 10         | 9                    |
| 13  | Alfa               | „Vai!”                   | 10                     | 1,1%       | 12         | 10                   |
| 14  | Irama              | „Tu no”                  | 5                      | 4,6%       | 6          | 5                    |
| 15  | Ghali              | „Casa mia”               | 4                      | 5,8%       | 4          | 4                    |
| 16  | Annalisa           | „Sinceramente”           | 3                      | 6%         | 3          | 3                    |
| 17  | Angelina Mango     | „La noia”                | 2                      | 14,2%      | 2          | 2                    |
| 18  | Geolier            | „I p’ me, tu p’ te”      | 1                      | 44,8%      | 1          | 1                    |
| 19  | Emma               | „Apnea”                  | 12                     | 0,8%       | 14         | 14                   |
| 20  | Il Tre             | „Fragili”                | 16                     | 1,6%       | 9          | 12                   |
| 21  | Ricchi e Poveri    | „Ma non tutta la vita”   | 20                     | 0,3%       | 24         | 21                   |
| 22  | The Kolors         | „Un ragazzo una ragazza” | 15                     | 0,4%       | 22         | 16                   |
| 23  | Maninni            | „Spettacolare”           | 25                     | 0,1%       | 29         | 26                   |
| 24  | La Sad             | „Autodistruttivo”        | 28                     | 0,4%       | 23         | 27                   |
| 25  | Mr. Rain           | „Due altalene”           | 18                     | 0,7%       | 15         | 17                   |
| 26  | Fred De Palma      | „Il cielo non ci vuole”  | 29                     | 0,1%       | 30         | 30                   |
| 27  | Sangiovanni        | „Finiscimi”              | 30                     | 0,3%       | 26         | 29                   |
| 28  | Clara              | „Diamanti grezzi”        | 24                     | 0,3%       | 25         | 24                   |
| 29  | Bnkr44             | „Governo punk”           | 27                     | 0,2%       | 28         | 28                   |
| 30  | Rose Villain       | „Click Boom!”            | 23                     | 0,3%       | 26         | 23                   |

Legenda:
     Wykonawcy zakwalifikowani do finałowego pojedynku

#### Finałowy pojedynek
Po zaprezentowaniu klasyfikacji finalnej, uczestnicy finałowego pojedynku ponownie zaprezentowali swoje utwory, po czym kombinacja głosów każdego członu: głosowania telewidzów (34%); komisji jury prasy, telewizji i internetu (33%) oraz komisji jury radiowego (33%) wybrała zwycięzcę 74. Festiwalu Piosenki Włoskiej w San Remo.
| L.p | Wykonawca      | Utwór               | Głosowanie | Głosowanie | Głosowanie   | Głosowanie   | Głosowanie | Głosowanie |
| L.p | Wykonawca      | Utwór               | Jury radia | Jury prasy | Telewidzowie | Telewidzowie | Średnia    | Miejsce    |
| L.p | Wykonawca      | Utwór               | Jury radia | Jury prasy | % głosów     | Miejsce      | Średnia    | Miejsce    |
| --- | -------------- | ------------------- | ---------- | ---------- | ------------ | ------------ | ---------- | ---------- |
| 1   | Irama          | „Tu no”             | 4          | 5          | 7,5%         | 5            | 6,9%       | 5          |
| 2   | Ghali          | „Casa mia”          | 3          | 3          | 8,3%         | 3            | 10,5%      | 4          |
| 3   | Angelina Mango | „La noia”           | 1          | 1          | 16,1%        | 2            | 40,3%      | 1          |
| 4   | Geolier        | „I p’ me, tu p’ te” | 5          | 4          | 60%          | 1            | 25,2%      | 2          |
| 5   | Annalisa       | „Sinceramente”      | 2          | 2          | 8%           | 4            | 17,1%      | 3          |

Legenda:
     Zdobywca pierwszego miejsca
     Zdobywca drugiego miejsca
     Zdobywca trzeciego miejsca

## Goście specjalni
Gośćmi specjalnymi podczas 74. Festiwalu Piosenki Włoskiej w San Remo byli:
- pierwszy wieczór – Zlatan Ibrahimović, Daniela Di Maggio, Lazza („Cenere”), Federica Brignone, Tedua („Hoe”), matka zamordowanego Giovanbattisty Cutolo, Fiorello wraz z Fabriziem Biggio i Alessią Marcuzzi[72][73][74][75][76]
- drugi wieczór – Giovanni Malagò, Giovanni Allevi („Tomorrow”), Orchestra Casadei i Nuova Orchestra Santa Balera („Romagna mia”), Rosa Chemical („Made in Italy”), Bob Sinclar (medley), John Travolta, obsada serialu Mare fuori, Gaetano i Chiara Castelli, Paola & Chiara oraz Mattia Stanga i Daniele Cabras, Leo Gassmann („Tutto il resto è noia”), Ruggero Del Vecchio, Fiorello wraz z Fabriziem Biggio i Alessią Marcuzzi[77][78][79][80][81]
- trzeci wieczór – chór fundacji Amfiteatru w Weronie („Va, pensiero”), Massimo Giletti, Eros Ramazzotti („Terra promessa”), Paolo Jannacci i Stefano Massini („L'uomo nel lampo”), Paola & Chiara („Furore”), Sabrina Ferilli, Russell Crowe, Marcia Hines, Bresh („Guasto d'amore”), Edoardo Leo, Gianni Morandi („Apri tutte le porte”), Fiorello wraz z Fabriziem Biggio i Alessią Marcuzzi[82][83][84][85][86][87]
- czwarty wieczór – Albert II Grimaldi, oddział psów służbowych włoskiej policji, Matilda De Angelis, Arisa („La notte”), Francesco Bagnaia, Beppe Vessicchio, Margherita Buy i Elena Sofia Ricci, Gigi D'Agostino („L'amour toujours”, „Words of Love”, „Ultra Symphony”, „In My Mind”, „Another Way”, „Bla Bla Bla”, „Glitter”, „Rectangle”), Carolina Kostner, Riccardo De Rinaldis i Amedeo Gullà, Jalisse („Fiumi di parole”), Filippo Timi, Fiorello[88][89]
- piąty wieczór – zespół muzyczny włoskiej armii („Il Canto degli Italiani”), Mara Venier, Tananai („Tango”), Roberto Bolle, Lino Banfi, Alberto Matano, Luca Argentero, Gigliola Cinquetti („Non ho l'età”), Tedua („Red Light”), Claudio Gioè, Veronica Maya, Lazza („Cento messaggi”)[67][84][90]

Po śmierci Toto Cutugno w sierpniu 2023 roku, Amadeus ogłosił zamiar umieszczenia hołdu dla artysty i jego piętnastu udziałów w Festiwalu Piosenki Włoskiej podczas następnej edycji. Ostatecznie odbył się on podczas pierwszego wieczoru, gdy pokazano jego występ utworu „Gli amori”, zaprezentowanego podczas festiwalu w 1990 roku, przy akompaniamencie orkiestry festiwalowej.
Podczas drugiego wieczoru zaprezentowano oficjalne maskotki Zimowych Igrzysk Olimpijskich 2026, nazwane Tina i Milo.

## Oglądalność
We Włoszech festiwal nadawany był na kanałach Rai 1 oraz Rai Italia (kanał dla diaspory włoskiej); kanale Rai 4K nadającym w rozdzielczości 4K, stacji radiowej Rai Radio 2 oraz stronie internetowej RaiPlay, dostępnej również dla widzów międzynarodowych. Poza tym, był on również nadawany w innych krajach: dzięki marce sieci telewizyjnej Eurowizji prawo do nadawania festiwalu zdobyły telewizje RTSH w Albanii, RTCG 2 w Czarnogórze, Moldova 1 w Mołdawii, TVR 1 w Rumunii, TVE w Hiszpanii oraz NSTU w Ukrainie, a osobno prawa nabyły również kanadyjskie ICI Télévision i Rogers Cable, jak i brytyjskie GlitterBeam Radio.
| Wydarzenie                   | Data                         | Część pierwsza | Część pierwsza | Część druga | Część druga | Ogólna ilość widzów | Ogólna ilość widzów | Źr.     |
| Wydarzenie                   | Data                         | Widzowie       | Udział (%)     | Widzowie    | Udział (%)  | Widzowie            | Udział (%)          | Źr.     |
| ---------------------------- | ---------------------------- | -------------- | -------------- | ----------- | ----------- | ------------------- | ------------------- | ------- |
| Pierwszy wieczór             | 6 lutego                     | 15,075 mln     | 64,34          | 6,527 mln   | 66,84       | 10,801 mln          | 65,59               | [ 107 ] |
| Drugi wieczór                | 7 lutego                     | 13,434 mln     | 57,64          | 6,899 mln   | 66,2        | 10,361 mln          | 60,1                | [ 108 ] |
| Trzeci wieczór               | 8 lutego                     | 13,243 mln     | 58,12          | 6,501 mln   | 64,93       | 10,001 mln          | 60,1                | [ 109 ] |
| Czwarty wieczór              | 9 lutego                     | 15,531 mln     | 65,05          | 8,398 mln   | 73,23       | 11,893 mln          | 67,8                | [ 110 ] |
| Piąty wieczór                | 10 lutego                    | 17,281 mln     | 70,77          | 11,781 mln  | 78,68       | 14,301 mln          | 74,1                | [ 111 ] |
| Średnia wszystkich wieczorów | Średnia wszystkich wieczorów | 14,913 mln     | 63,19          | 7,997 mln   | 70,02       | 11,423 mln          | 65,44               |         |

## Nagrody
Tak jak co roku przed ogłoszeniem wyników ostatniego wieczoru przyznane zostały nagrody. Najważniejszymi z nich są: Nagroda Złotego Lwa oraz Nagroda Krytyków Festiwalu Piosenki Włoskiej im. Mii Martini. Nagroda Złotego Lwa przyznawana jest zwycięzcom festiwalu; Nagroda Krytyków Festiwalu Piosenki Włoskiej przyznawana jest corocznie od 1982 roku, a reprezentowana jest przez srebrną tabliczkę lub talerz i czasami uważana jest za ważniejszą niż pierwsze miejsce. Nagroda krytyków oraz zwycięstwo festiwalu w wielu latach historii San Remo się zbiegały. Oprócz tego, w tym roku scenograf Gaetano Castelli oraz Pippo Balistieri również otrzymali nagrodę za całokształt kariery Miasta San Remo.
| Nagroda                                                      | Artysta          | Utwór                |
| ------------------------------------------------------------ | ---------------- | -------------------- |
| Zwycięzca kategorii Big – nagroda Złotego Lwa                | Angelina Mango   | „La noia”            |
| Nagroda Krytyków Festiwalu Piosenki Włoskiej im. Mii Martini | Loredana Bertè   | „Pazza”              |
| Nagroda im. Giancarlo Bigazziego za najlepszą kompozycję     | Angelina Mango   | „La noia”            |
| Nagroda Prasy, Radia, Telewizji i Sieci im. Lucia Dalli      | Angelina Mango   | „La noia”            |
| Nagroda im. Sergio Bardottiego za najlepszy tekst            | Fiorella Mannoia | „Mariposa”           |
| Nagroda im. Enzo Jannacciego za najlepszą interpretację      | Clara            | „Diamanti grezzi”    |
| Nagroda Lunezia za muzyczno-literacką wartość utworu         | Negramaro        | „Ricominciamo tutto” |